# América Arias
América Arias López (1857-1935), importante colaboradora de la causa independentista de los cubanos, nació en Sancti Spíritus, provincia de Sancti Spíritus, Cuba Española. Proveniente de una familia distinguida y acomodada.
Se casó a edad temprana con José Miguel Gómez, quien era Comandante del Ejército Libertador y protagonista de la Guerra de los Diez Años.
América guardaba en su pecho el sentimiento independentista legado de su familia, sentimiento que su esposo fue acrecentando con el pasar de los años.
Llegado el momento del inicio de la Guerra Chiquita su esposo llevó a cabo su alzamiento y convertida América en su auxiliar, era confidente de los cubanos alzados, prestando valiosos y variados servicios a los cubanos que luchaban por la independencia.
Al terminar la guerra y restablecida la paz, pudo ver a su esposo ocupar el cargo de presidente de la República en la primera quincena del siglo XX. América murió años más tarde en La Habana, siendo su deceso motivo de duelo para el pueblo de la capital.
- Datos: Q8197924
- Multimedia: América Arias / Q8197924